# Мирне (Слов'янська міська громада)
Мирне — селище в Україні, у Слов'янській міській громаді Краматорського району Донецької області. Населення становить 1587 осіб.

## Історія
Засноване у 1935 році як селище Донрибкомбінату.
1958 року стало називатися Мирне.
Вночі з 26 на 27 червня у часі російсько-української війни 2014 року проросійські терористи здійснили штурм блокпоста число 1 українських збройних сил за участі 8 російських танків та мінометного обстрілу; 1 танк був знищений, 1 захоплений, загинуло 4 українських військових, 5 поранено, бойовиками підбито 4 українські БТР та знищено 1 міномет.

## Населення

### Мова
Розподіл населення за рідною мовою за даними перепису 2001 року:
| Мова            | Кількість | Відсоток |
| --------------- | --------- | -------- |
| українська      | 904       | 56.96%   |
| російська       | 662       | 41.71%   |
| білоруська      | 7         | 0.44%    |
| вірменська      | 2         | 0.13%    |
| інші/не вказали | 12        | 0.76%    |
| Усього          | 1587      | 100%     |